# Scotophilus celebensis
Scotophilus celebensis é uma espécie de morcego da família Vespertilionidae. Endêmica da Indonésia, pode ser encontrada apenas em Sulawesi.